# Maciej Makuszewski
Maciej Makuszewski (Grajewo, 29 settembre 1989) è un calciatore polacco, centrocampista del Wigry Suwałki.

## Carriera

### Club

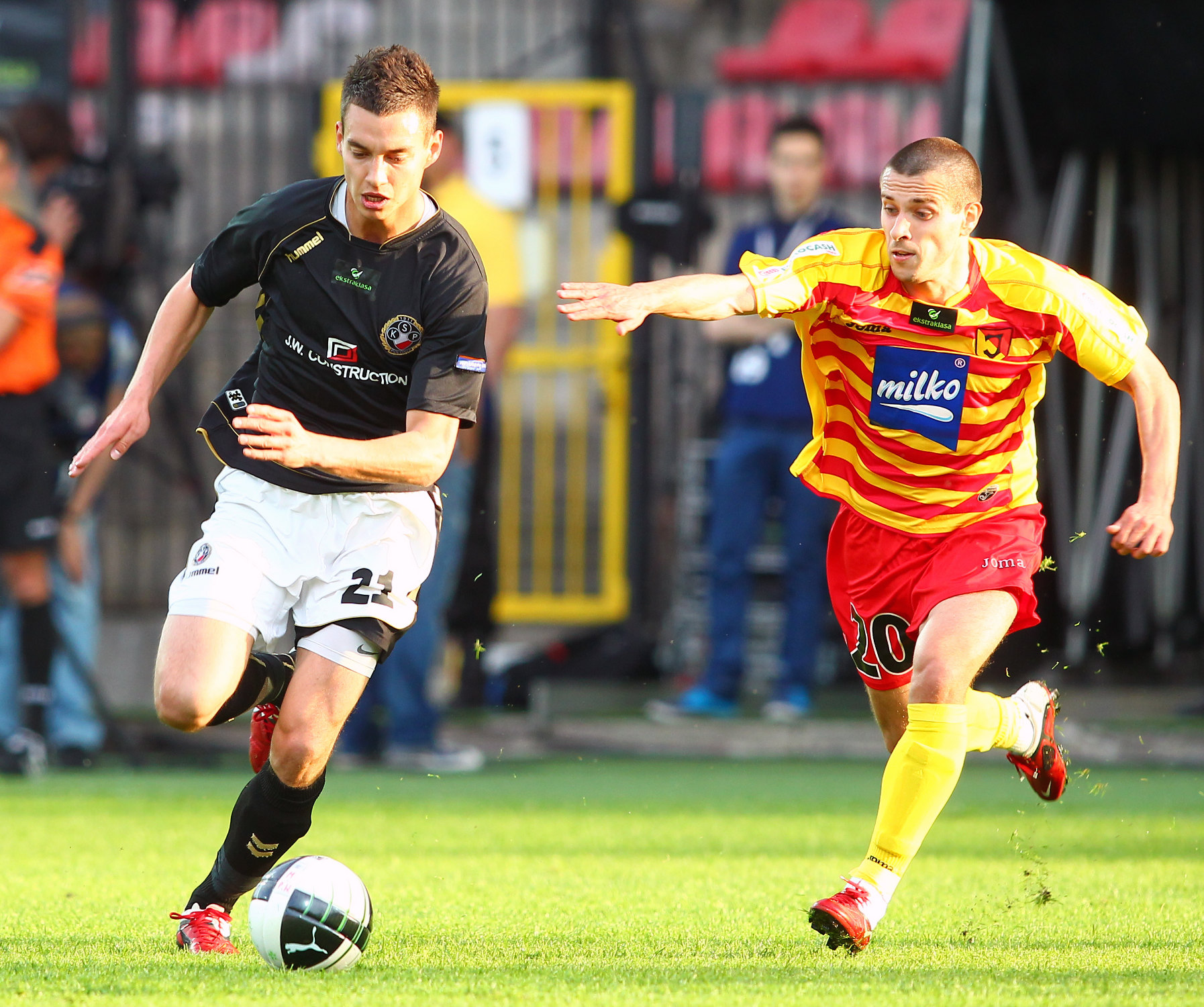
Maciej Makuszewski, con la maglia dello Jagiellonia e Maciej Sadlok del Polonia Varsavia

Nell'estate del 2008 passa al Wigry Suwałki con un contratto annuale. Nel 2010 passa allo Jagiellonia Białystok con un contratto quadriennale per 10.000 euro.
Debutta con lo Jagiellonia Białystok il 29 luglio 2010 in Europa League nella sconfitta fuori casa per 1-2 contro l'Aris Salonicco.
Debutta con lo Jagiellonia in campionato l'8 agosto 2010 nel pareggio fuori casa per 0-0 contro lo Śląsk Breslavia.
Segna il primo gol con lo Jagiellonia Białystok la giornata successiva, il 14 agosto 2010, nella vittoria casalinga per 3-1 contro il GKS Bełchatów.

### Nazionale
Ha giocato per la nazionale U-21 della Polonia.
Debutta con la nazionale polacca U-21 il 3 settembre 2010 nella sconfitta fuori casa per 2-0 contro la nazionale finlandese U-21, dove viene anche ammonito.

## Statistiche

### Cronologia presenze e reti in nazionale
| Cronologia completa delle presenze e delle reti in nazionale ― Polonia under 21 | Cronologia completa delle presenze e delle reti in nazionale ― Polonia under 21 | Cronologia completa delle presenze e delle reti in nazionale ― Polonia under 21 | Cronologia completa delle presenze e delle reti in nazionale ― Polonia under 21 | Cronologia completa delle presenze e delle reti in nazionale ― Polonia under 21 | Cronologia completa delle presenze e delle reti in nazionale ― Polonia under 21 | Cronologia completa delle presenze e delle reti in nazionale ― Polonia under 21 | Cronologia completa delle presenze e delle reti in nazionale ― Polonia under 21 |
| Data                                                                            | Città                                                                           | In casa                                                                         | Risultato                                                                       | Ospiti                                                                          | Competizione                                                                    | Reti                                                                            | Note                                                                            |
| ------------------------------------------------------------------------------- | ------------------------------------------------------------------------------- | ------------------------------------------------------------------------------- | ------------------------------------------------------------------------------- | ------------------------------------------------------------------------------- | ------------------------------------------------------------------------------- | ------------------------------------------------------------------------------- | ------------------------------------------------------------------------------- |
| 3-9-2010                                                                        | Pori                                                                            | Finlandia under 21                                                              | 2 – 0                                                                           | Polonia under 21                                                                | Qual. Euro 2011                                                                 | -                                                                               |                                                                                 |
| 7-9-2010                                                                        | Grodzisk Wielkopolski                                                           | Polonia under 21                                                                | 0 – 1                                                                           | Spagna under 21                                                                 | Qual. Euro 2011                                                                 | -                                                                               |                                                                                 |
| Totale                                                                          |                                                                                 | Presenze                                                                        | 2                                                                               |                                                                                 | Reti                                                                            | 0                                                                               |                                                                                 |

## Palmarès

### Club

#### Competizioni nazionali
- Supercoppa di Polonia: 1

Lech Poznań: 2016